# طرزان (فلم 1999)
طرزان (بالإنجليزية: Tarzan) هو فلم رسوم متحركة أمريكي، أنتجته شركة والت ديزني في عام 1999.

## القصة
تدور القصة حول طرزان، الشاب الذي نشأ في وسط عائلة من الغوريلات، والذي أُطلق عليه لقب (الرجل القرد)، بدأت القصة عندما جنحت مركب والدى الرضيع طرزان وغرقت، وتمكن والده ووالدته من النجاة بعد توجههم إلى سواحل القارة الإفريقية لبدء حياة جديدة، وسط بقية مخلوقات الغابة ومنها الغوريلات التي تتخذ الغابة كمأوى لها.
ولكن الفهد المرقط سابور كان يُشكل خطراً دائماً على هذه المجموعة من الغوريلات، وتمكن من اصطياد إحدى تلك الغوريلات الصغيرة مما أصاب أمه كالا بالحزن والأسى، ولم تتوانى عن الذهاب لتفقد صوت الطفل الصغير الذي يبكى، فانفصلت عن المجموعة وإذ بها تتجه نحو كوخ والدى طرزان، وما أن تدخل حتى تجد آثار لمعركة دامية وأثار أقدام للفهد المرقط سابور، عندها تنتشل طرزان وتهرب به من الفهد المرقط سابور والذي يحاول بشتى الطرق منعها من أخذه، وعندما تعود إلى أفراد قبيلتها بطرزان تجد رفضاً من الغوريلا الحاكمة للقبيلة كيرتشاك والذي يحاول منعها من تبنى هذا الكائن الغريب عنهم خوفاً على بقية المجموعة من الأخطار ومن كل ما هو غريب عنه، ولكن كالا تتمسك بطرزان كونه في أمس الحاجة إليها وهي في أشد الحاجة إليه بعد فقدها ابنها، وينشأ طرزان في ظل عدم تقبل أفراد المجموعة له وسخريتهم الدائمة منه، إلا أن ذلك لم يمنعه من المحاولة والتطور، حتى أصبح أمهر أفراد القبيلة، ويصل إلى ذروة مجده عندما يتمكن من قتل الفهد المرقط سابور وإنقاذ القبيلة كلها بما فيهم الغوريلا الحاكمة كيرتشاك، وهنا يتغير موقفه من طرزان الذي جازف بنفسه في سبيل إنقاذ القبيلة، وفي هذه اللحظة، يعلو صوت عيار نارى قوى على مقربة من مكان تواجد القبيلة، عندها يتوجه طرزان لاكتشاف مصدر هذا الصوت، وعندما يدنو منه شيئاً فشئ، يجد نوعاً من المخلوقات لم يره من قبل، إنه الإنسان والذي ينتسب طرزان إليهم، كانت مجموعة من ثلاثة أفراد حضروا لإفريقيا من أجل دراسة الغوريلات، ويتعرف على جين عندما توجه لإنقاذها من مجموعة غاضبة من القردة، وهنا يكتشف أن هناك مخلوقات تشبه وانه كان مخطئاً عندما ظن أنه لايوجد من يشبه، وبدأ في التردد على المجموعة البشرية في سبيل التعلم والمعرفة، وبدأ في التقرب شيئاً فشيئاً من جين وسألها البقاء، وعندما حاولت جين ووالدها وحارسهما كلايتون إقناعه بضرورة إرشادهم إلى مكان الغوريلات حتى يتمكنوا من دراستها قبل عودة المركب التي ستقلهم إلى إنجلترا، ولكن طرزان كان يرفض خوفاً على مشاعر كيرتشاك، ولكن كلايتون ينجح في إقناع طرزان بضرورة اقتيادهم إلى مجموعة الغوريلات حتى تبقى جين معه لأطول فترة ممكنة لدراسة الغوريلات، ويحاول طرزان تشتتيت انتباه كيرتشاك بجعله يطارد صديقته الغوريلا تيرك وصديقه الفيل تنتور بعد أن يتنكرا في هيئة بشريين، وبالفعل يأتي طرزان بجين ووالدها وحارسهما كلايتون لمقابلة قبيلته من الغوريلات.
ولكن كيرتشاك يعود ويكتشف إتيان طرزان بالبشر لمكان إقامة قبيلته، ويتهمه بالخيانة، عندها يبتعد طرزان، وتتخذ أمه بالتبنى كالا القرار بتعريفه على حقيقته وحقيقة أسرته بزيارة المأوى الذي أخذته منه عندما كان صغيراً، ويكتشف انه من البشريين وليس من الغوريلات، وتترك له حرية الاختيار بين البقاء مع الغوريلات أو الرحيل مع بنى جنسه من البشر، ويختار طرزان الرحيل مع البشر بعدما اكتشف أنه ينتسب وينتمى إليهم، وأثناء صعوده على المركب يكتشف الخدعة التي خدعها إياه الحارس كلايتون، فهو في واقع الأمر صائد للغوريلات، واستغل طرزان لمعرفة مكان الغوريلات حتى يتمكن من إصطيادها ، ويحتجز كلايتون كل من طرزان وجين ووالدها وطاقم السفينة في أحد مخازنها، ويتوجه لإصطياد الغوريلات، ولكن وبمساعدة أصدقائه الغوريلا تيرك والفيل تنتور يتمكن من العودة للقبيلة وإنقاذها بمساعدة من حيوانات الغابة، وفي غمار المعركة يُطلق كلايتون النار على كيرتشاك، ويموت كلايتون شنقاً عند محاولته قتل طرزان، ويموت كيرتشاك متأثراً بجراحه، ولكنه قبل أن يموت يوصى طرزان برعاية الغوريلات الأخرى من أبناء قبيلته، وهنا يفى طرزان بوعده ويتراجع عن قرار رحيله إلى إنجلترا، وتقرر جين ووالدها البقاء معه، وتنتهى القصة بزواج طرزان من جين وإتخاذ الغابة موطناً لهما.

## ديزني طرزان (لعبة فيديو)
طرزان ديزني (بالإنجليزية:Disney's Tarzan) لعبة الفيديو من إنتاج شركة يوروكوم والتي نشرتها شركة سوني كمبيوتر إنترتينمنت للبلاي ستيشن في عام 1999 وهي لعبة للبطل طرزان . ديزني طرزان (لعبة فيديو)

## روابط خارجية
- طرزان على موقع IMDb (الإنجليزية)
- طرزان على موقع ميتاكريتيك (الإنجليزية)
- طرزان على موقع روتن توميتوز (الإنجليزية)
- طرزان على موقع نتفليكس (الإنجليزية)
- طرزان على موقع قاعدة بيانات الأفلام العربية
- طرزان على موقع ألو سيني (الفرنسية)
- طرزان على موقع Turner Classic Movies (الإنجليزية)
- طرزان على موقع أول موفي (الإنجليزية)
- طرزان على موقع بوكس أوفيس موجو (الإنجليزية)
- طرزان على موقع فيلمافينيتي (الإسبانية)